# Wot's... Uh The Deal
"Wot's... Uh the Deal" é uma canção do Pink Floyd do álbum Obscured by Clouds de 1972. Ela apresenta vários vocais de David Gilmour, e letras de Roger Waters. Ela nunca foi tocada Ao vivo pela banda. No entanto, David Gilmour, junto com Richard Wright, tocaram-a em vários shows na turnê de 2006 para promover o álbum On an Island, também como no concerto para 100.000 pessoas em Gdansk em 26 de Agosto de 2006. No repertório do Gilmour ela foi chamada de "Wot's The Deal". Ela também está inclusa no DVD de 2007 do Gilmour, "Remember That Night".

## Ficha Técnica
- David Gilmour - Violão, slide guitar e Vocal
- Richard Wright - Piano e Órgão
- Roger Waters - Baixo
- Nick Mason - Percussão e bateria